# Anica Gudelj
Anica Gudelj (n. 27 octombrie 1991, în Mostar) este o handbalistă din Bosnia și Herțegovina, cu cetățenie bosniacă și croată, care evoluează pe postul de portar pentru clubul românesc CSM Corona Brașov și echipa națională a Bosniei și Herțegovinei.
Anica Gudelj are o soră handbalistă, Marija născută în 1998, care joacă pe postul de extremă stânga. Marija Gudelj a evoluat, de asemenea, pentru SV Union Halle-Neustadt până în 2023 și pentru naționala Bosniei și Herțegovinei.

## Palmares
- Cupa Cupelor:
  - Optimi de finală: 2008

- Cupa EHF:
  - Turul 2: 2013, 2016

- Campionatul Bosniei și Herțegovinei:
  -  Câștigătoare: 2010, 2011, 2012, 2015, 2016

- Cupa Bosniei și Herțegovinei:
  -  Câștigătoare: 2010, 2012, 2013, 2015, 2016

- Cupa Germaniei:
  - Locul 4 (Turneul Final Four): 2019

## Galerie de imagini

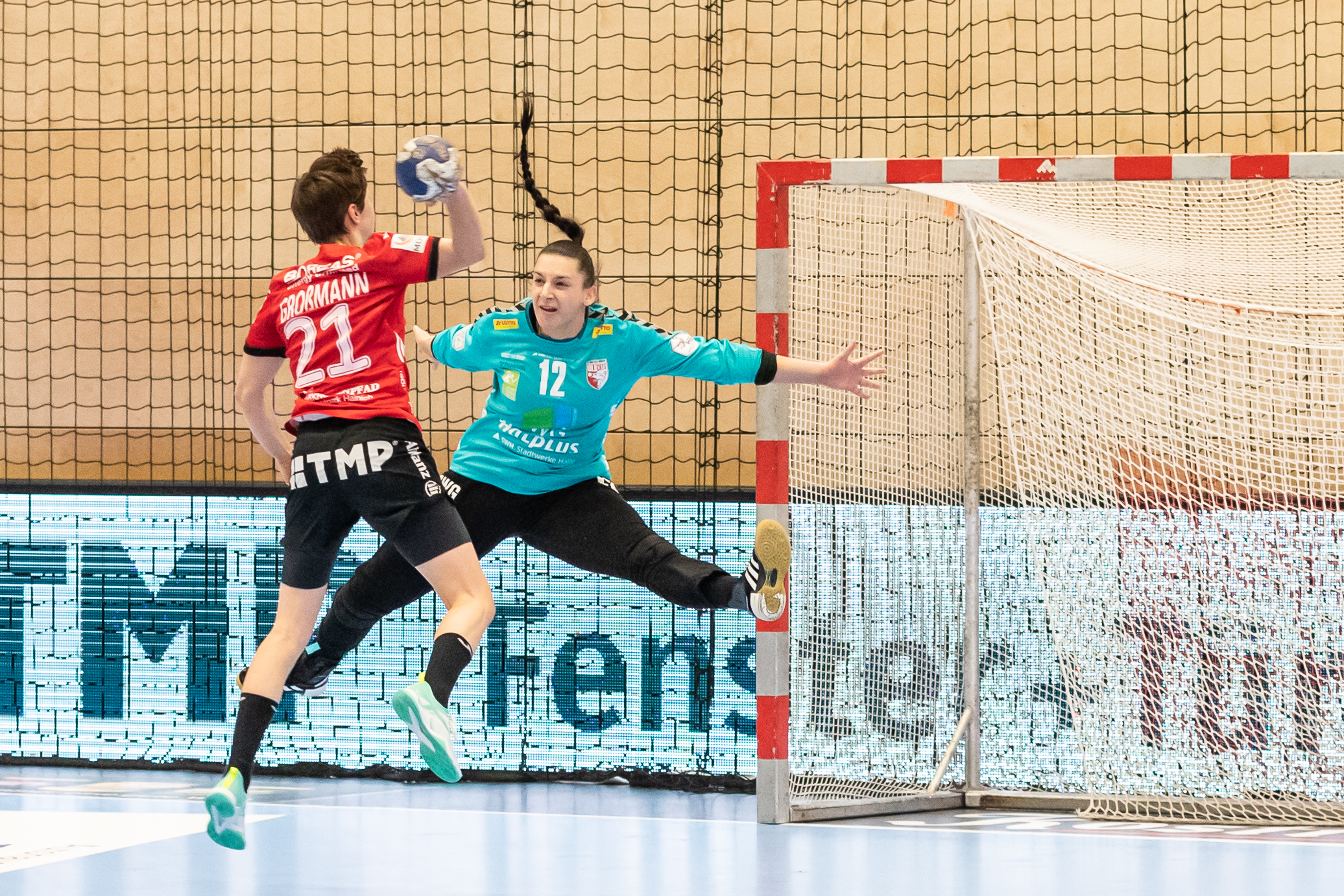
Anica Gudelj, 2 ianuarie 2021. Gudelj (nr. 12, în negru și turcoaz) în timpul partidei dintre Thüringer HC și SV Union Halle-Neustadt, din cadrul Campionatului Germaniei ediția 2020-2021, desfășurată în Salzahalle din Bad Langensalza.
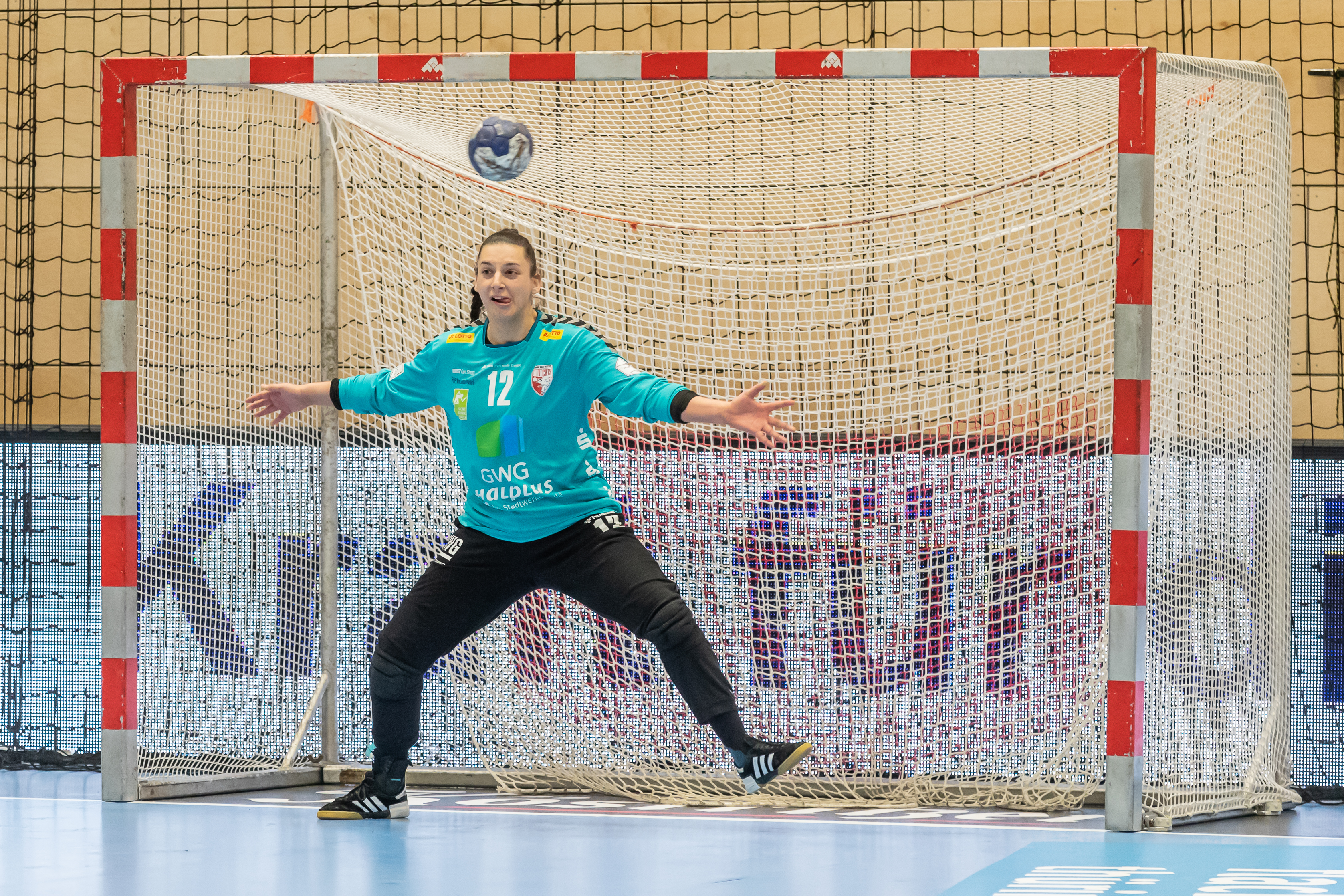
Anica Gudelj, 2 ianuarie 2021. Gudelj (nr. 12, în negru și turcoaz) în timpul partidei dintre Thüringer HC și SV Union Halle-Neustadt, din cadrul Campionatului Germaniei ediția 2020-2021, desfășurată în Salzahalle din Bad Langensalza.
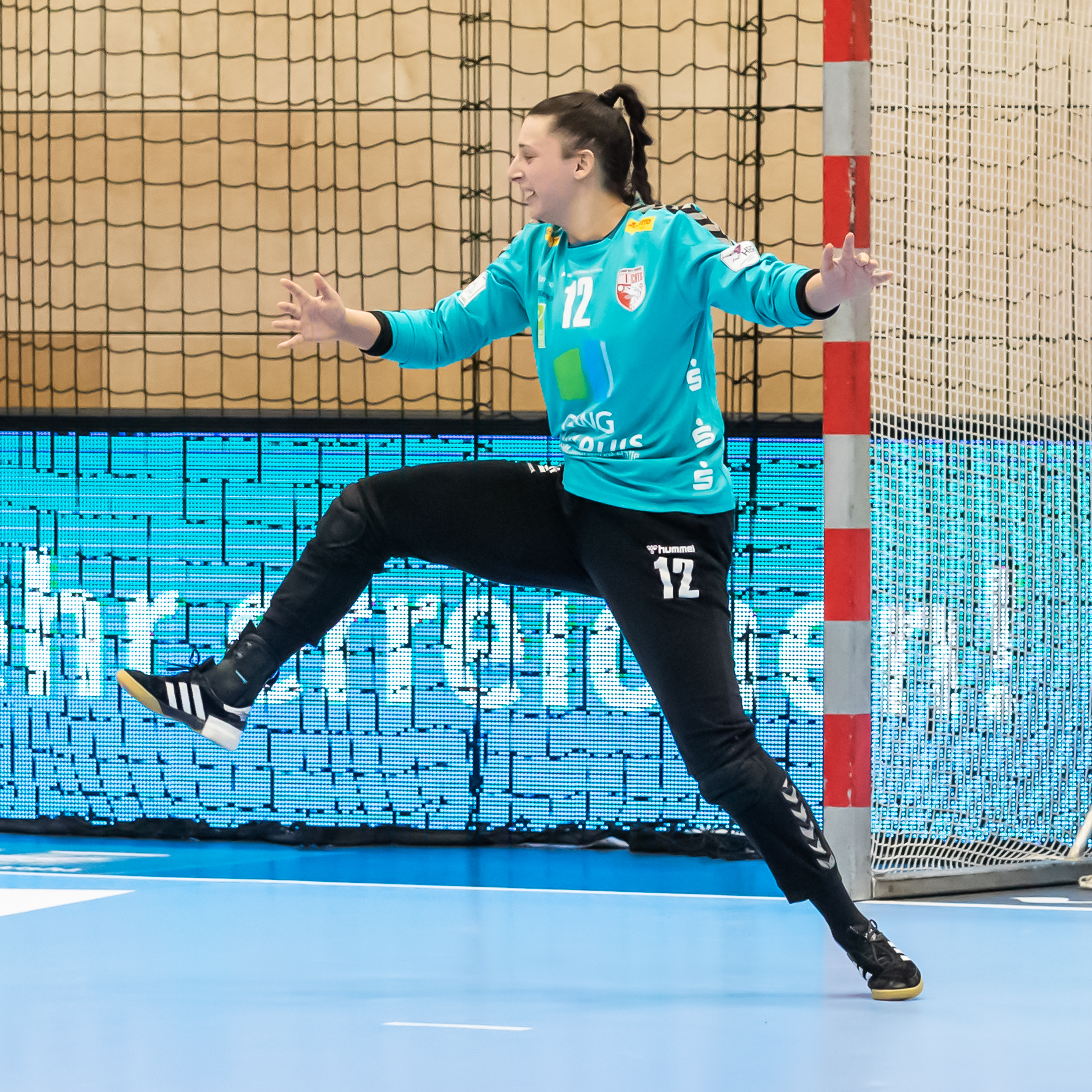
Anica Gudelj, 2 ianuarie 2021. Gudelj (nr. 12, în negru și turcoaz) în timpul partidei dintre Thüringer HC și SV Union Halle-Neustadt, din cadrul Campionatului Germaniei ediția 2020-2021, desfășurată în Salzahalle din Bad Langensalza.
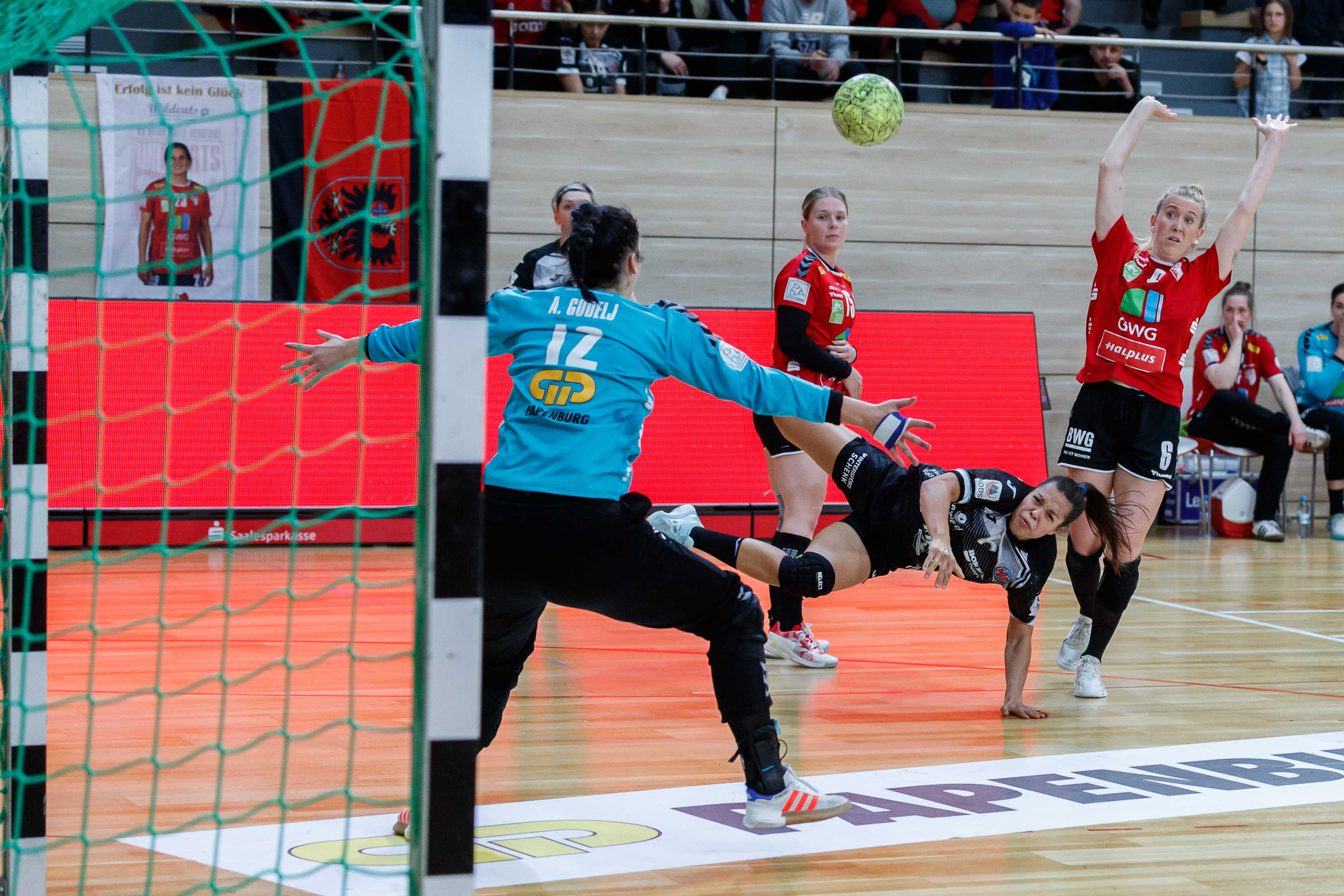
Anica Gudelj, 9 aprilie 2022. Gudelj (nr. 12, în negru și turcoaz) în timpul partidei dintre Thüringer HC și SV Union Halle-Neustadt, din cadrul Campionatului Germaniei ediția 2021-2022, desfășurată în Salzahalle din Bad Langensalza.
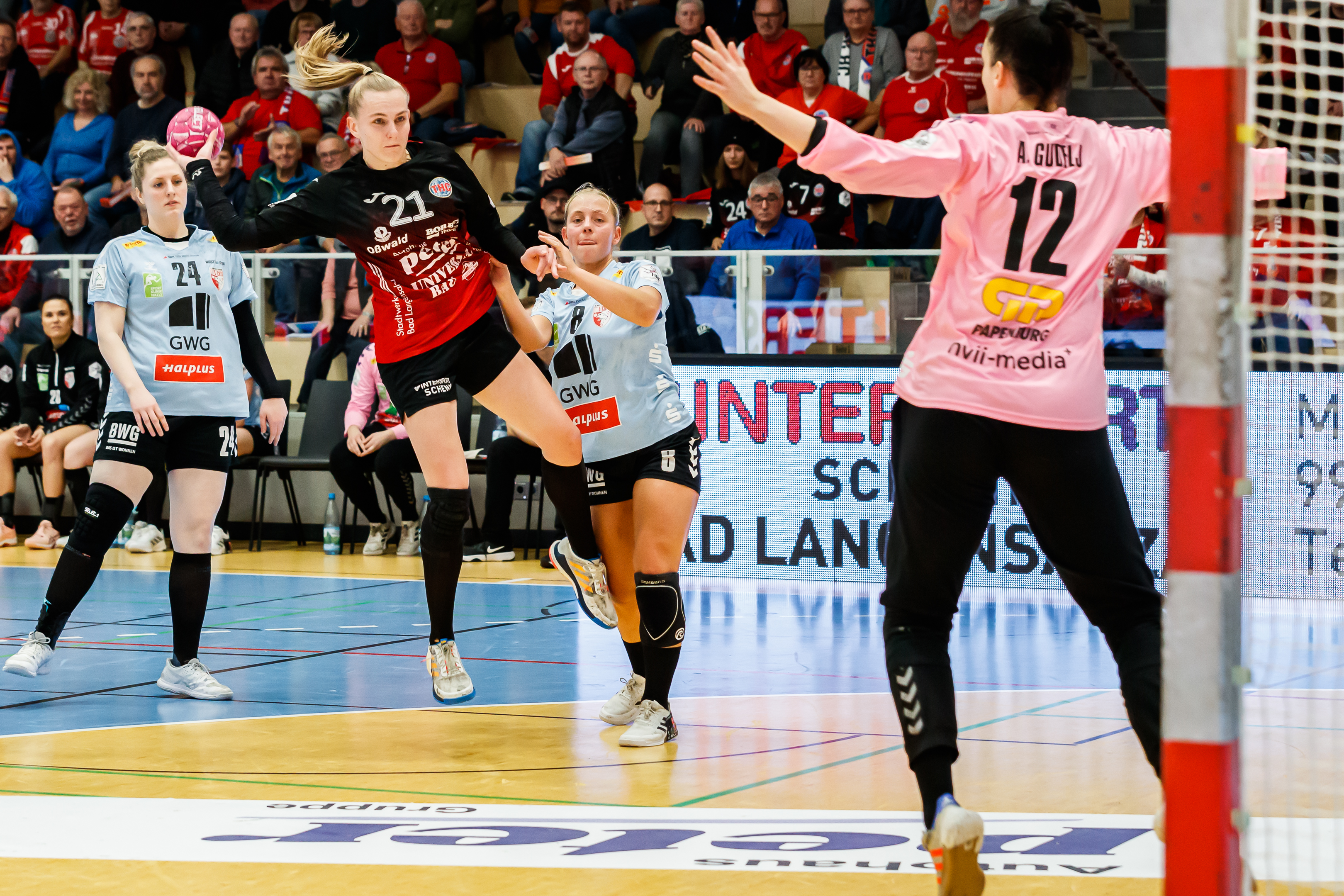
Anica Gudelj, 4 ianuarie 2023. Gudelj (nr. 12, în negru și roz) în timpul partidei dintre Thüringer HC și SV Union Halle-Neustadt, din cadrul Campionatului Germaniei ediția 2022-2023, desfășurată în Salzahalle din Bad Langensalza.